# 耶律頗德
耶律颇德（？—？）字兀古邻。辽国政治、军事家。

## 经历
耶律斜涅赤的侄子。弱冠时跟随辽太祖。天显初年，为左皮室详稳，典宿卫，后任南院夷离堇，治理得声名远扬。
石敬瑭在太原北击败张敬达军，当时耶律颇德带兵援石敬瑭，张敬达逃跑。石敬瑭追到晋安寨围张敬达，耶律颇德领轻骑袭潞州，阻断饷道。后唐诸将惊惧，杀张敬达投降。会同初年，迭剌部夷离堇改设大王，由耶律颇德担任，不久兼任采访使。
按旧制，辽肃祖以下宗室称院，辽德祖宗室号三父房，称横帐，百官子弟及登记并没收的人称着帐。耶律斜的言，横帐上朝不能与北、南院的人并列。辽太宗下诏廷议，朝臣都同意，就下诏横帐在上位。耶律颇德上奏：“臣曾见官制，北、南院大王品级在惕隐之上。现在横帐开始为了高爵位，愿意与北、南院在一起任职；现在又认为与他们同列是耻辱。横帐与诸族都是臣，怎么排位不一样呢？”太宗就告谕百官：“朕不知道的，你们不必当面从了”下诏仍按旧制。此事证明耶律颇德强直不挠如此。
耶律颇德状貌秀伟，早先辽太祖见他说：“这人是风骨异常儿，必为国器。”后果然如此。虚岁四十九岁去世。